# Валь-о-Перш
Валь-о-Перш (фр. Val-au-Perche) — новая коммуна на северо-западе Франции, находится в регионе Нормандия, департамент Орн, округ Мортань-о-Перш, кантон Сетон. Расположена в 58 км к юго-востоку от Алансона и в 59 км к северо-востоку от Ле-Мана, в 16 км от автомагистрали А11. 
Население (2018) — 3 526 человек. 

## История
Коммуна Валь-о-Перш образована 1 января 2016 года путем слияния шести коммун:
- Жеманж
- Л’Эрмитьер
- Ла-Руж
- Ле-Тей
- Маль
- Сент-Эньян-сюр-Эр

Центром новой коммуны является Ле-Тей. От него к новой коммуне перешли почтовый индекс и код INSEE. На картах в качестве координат Валь-о-Перша указываются координаты Ле-Тей.

## Достопримечательности
- Церковь Нотр-Дам XV века в романском стиле в Ле-Тей
- Бывшая фабрика по производству сигаретной бумаги Abadie в Ле-Тей, закрытая в 1975 года
- Церковь Святого Мартина XII века в Жеманже
- Шато Л’Эрмитьер XVIII века
- Церковь Святого Мартина XII-XVIII веков в Мале

## Экономика
Структура занятости населения:
- сельское хозяйство — 3,1 %
- промышленность — 63,8 %
- строительство — 2,1 %
- торговля, транспорт и сфера услуг — 21,7 %
- государственные и муниципальные службы — 9,4 %

Уровень безработицы (2018) — 11,2 % (Франция в целом —  13,4 %, департамент Орн — 10,4 %). 

Среднегодовой доход на 1 человека, евро (2018) — 20 870 (Франция в целом — 21 730, департамент Орн — 20 140).

## Администрация
Пост мэра Валь-о-Перша с 2020 года занимает Себастьен Тируар (Sébastien Thirouard). На муниципальных выборах 2020 года возглавляемый им список был единственным.
| Период | Период | Фамилия          | Партия       | Примечания                 |
| ------ | ------ | ---------------- | ------------ | -------------------------- |
| 2016   | 2020   | Мартин Жорже     |              | медсестра, бывший мэр Маля |
| 2020   |        | Себастьен Тируар | Разные левые | территориальный чиновник   |

## Галерея

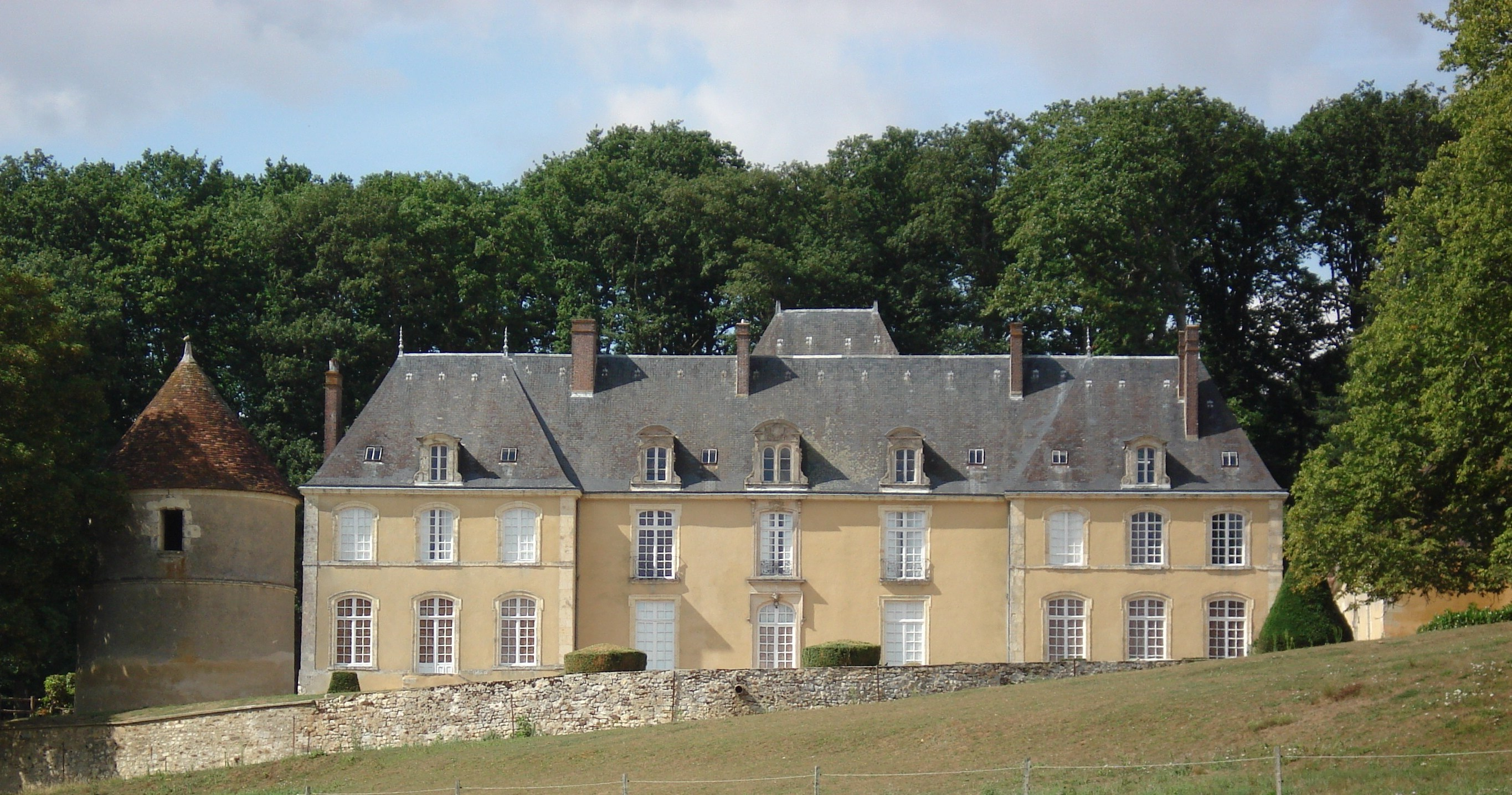
Шато Л’Эрмитьер
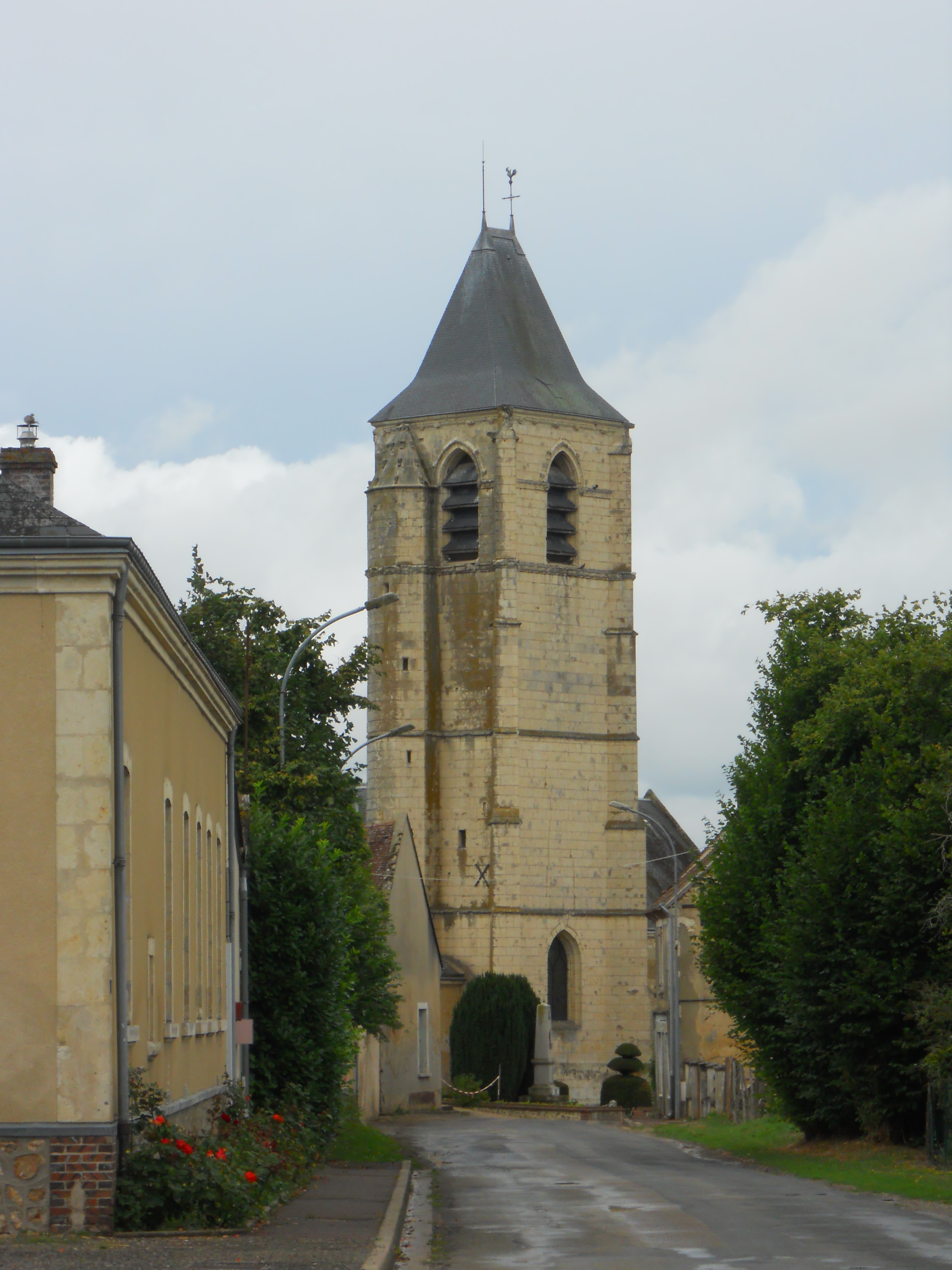
Церковь Святого Мартина в Мале